# Miamira moloch
Miamira moloch is een slakkensoort uit de familie van de Chromodorididae. De wetenschappelijke naam van de soort is voor het eerst geldig gepubliceerd in 1988 door Rudman.